# Deianira chiquitana
Deianira chiquitana är en gentianaväxtart som beskrevs av Theodor Carl Karl Julius Herzog. Deianira chiquitana ingår i släktet Deianira och familjen gentianaväxter. Inga underarter finns listade i Catalogue of Life.